# Christian Ziewer
Christian Ziewer (* 1. April 1941 in Danzig) ist ein deutscher Regisseur und Drehbuchautor.

## Biografie
Christian Ziewer wurde 1941 in Danzig geboren und wuchs in Berlin auf, wo er ein humanistisches Gymnasium besuchte. Er studierte drei Jahre Elektrotechnik, danach Philosophie und Sozialgeschichte. Anschließend wurde er Regieassistent am Theater sowie Aufnahmeleiter bei kommerziellen Filmproduktionen. 1966 schloss sich ein Regiestudium an der Deutschen Film- und Fernsehakademie in Berlin an bis zur Relegation (mit anderen Studierenden) 1968. Regieschüler bei Egon Monk. Danach war er Assistent bei Peter Lilienthal und Franz Peter Wirth.
Gemeinsam mit Max Willutzki, Jean-François LeMoign und Thomas Hartwig realisierte Ziewer nach der Relegation im Märkischen Viertel eine Reihe sogenannte Kinogramme, kurzer Dokumentarfilme, die die Arbeit der Mieterselbstorganisation politisch begleiteten. Aus dieser Arbeit heraus entstand auch Ziewers Spielfilmdebüt Liebe Mutter, mir geht es gut, an dem zahlreiche Aktivisten der Mieterbewegung des Märkischen Viertels mitwirken. Nach dem Erfolg seines Debüts war Ziewer Mitgründer des Basis-Film Verleihs Berlin, der 1975 aus der nichtgewerblichen Verbreitung der Filme von Christian Ziewer und Klaus Wiese hervorging. Im ersten Verleihprogramm hieß es, man wolle Filme zusammentragen und zugänglich machen, „die 1. die Arbeits- und Lebensverhältnisse der Lohnabhängigen beschreiben und 2. sich im sozialen Kampf auf Seiten der Lohnabhängigen engagieren. (…) Obwohl dieser Konflikt täglich im wirtschaftlichen, politischen und kulturellen Leben ausgetragen wird, dringt er dennoch kaum ins öffentliche Bewusstsein.“
Ziewer war filmjournalistisch und filmpolitisch engagiert, zum Beispiel im Berliner Arbeitskreis Film (BAF), und beteiligte sich später mit einigen seiner 1968 relegierten Kommilitonen an Forschungsprojekten zu Kino und (nichtgewerblichem) Filmverleih in der Bundesrepublik. Nach 1989 arbeitete er am Aufbau des Kulturzentrums „Alte Kachelofenfabrik“ in Neustrelitz mit, dem er bis heute eng verbunden ist.

## Filmografie

### Regisseur und Drehbuchautor
- 1967: Karl Moll, Jahrgang 30 (Kurzspielfilm)
- 1968: Einsamkeit in der Großstadt (Dokumentarfilm)
- 1970: (Mitarbeit) Nun kann ich endlich glücklich und zufrieden leben (Dokumentarfilm)
- 1971: (mit Klaus Wiese) Liebe Mutter, mir geht es gut, s. dazu Proletarischer Film
- 1973: (mit Klaus Wiese) Schneeglöckchen blühn im September
- 1975: Der aufrechte Gang
- 1978: Aus der Ferne sehe ich dieses Land
- 1985: Der Tod des weißen Pferdes

### Schauspieler
- 1968: Bis zum Happy-End
- 1971: Eine Prämie für Irene[4]
- 1981: Das ist Film – Kluge, Godard und andere ...[1]

## Auszeichnungen
- Berliner Kunstpreis
- Adolf-Grimme-Preis[5]
- Preis der deutschen Filmkritik[6]